# Julia Neigel
Julia Neigel (Barnaoel, 19 april 1966) is een Duitse singer-songwriter en muziekproducent.

## Voorgeschiedenis
Julia Neigel is de jongste van vijf kinderen van een Russisch/Duitse familie en heeft een broer en drie zussen. Ze werd geboren in het Siberische Barnaoel en bracht vanaf 1969 twee jaar door in Tiraspol. De familie diende een aanvraag in voor vertrek naar Duitsland en verhuisde in 1971 naar Ludwigshafen am Rhein.
Met de blokfluit won ze een 'Jeugd Musiceert'-wedstrijd, totdat ze besloot om de klassieke muziek op te geven. Op 12-jarige leeftijd ontdekte ze de pop- en rockmuziek. Na een mislukte poging in een punkband zong ze op 16-jarige leeftijd voor de eerste keer in een regionaal bekende bluesband. Tot haar favoriete muziekrichting ontwikkelde zich toentertijd de soulmuziek. Ze speelde in haar tienerjaren in de Handbal-Bundesliga en kreeg dankzij haar sportieve prestaties in 1984 de Alfred Maul-herdenkingsmedaille uitgereikt van de deelstaat Baden-Württemberg. Bovendien presenteerde ze bij radioprogramma's.

## Carrière

### Jaren 80
In 1982 had ze haar eerste optreden met de band Hopp'n Ex Group, waarvan ze in 1986 weer afscheid nam om zangeres te worden bij The Stealers, waaruit later de Jule Neigel Band ontstond. 
In 1988 lukte haar de nationale doorbraak met een platencontract en het eerste album Schatten an der Wand van de Jule Neigel Band. Het meest succesvolle album van haar vroegere publicaties met de Jule Neigel Band was het in 1984 uitgebrachte werk Herzlich Wilkommen, dat zich wekenlang in de top 10 kon handhaven. In de loop van haar carrière werkte ze meer dan 2000 concerten af.
In de zomer van 1988 werd de song Schatten an der Wand een hit (#30) in Duitsland. In de herfst van 1988 verscheen het bijbehorende gelijknamige album, geproduceerd door Ralf Zang. 
In augustus 1989 werkte ze met de Jule Neigel Band als een van de weinige Duitse artiesten een tournee af door de DDR. De in samenwerking met West-Duitse cultuurministeries en de DDR georganiseerde Rockpoeten-tournee werd samen doorgevoerd met Purple Schulz, Ulla Meinecke en Heinz-Rudolf Kunze. De band toerde door Karl-Marx-Stadt, Suhl en Weimar. De tournee op 22 augustus 1989 leidde tot Berlin-Weißensee in een concert voor 120.000 mensen en een live-uitzending bij de ARD. 
Sinds 1987 werkte ze als producente, zangeres en auteur. In 1988 kreeg ze als eerste prijswinnaar de GEMA-tekstprijs, de Fred Jay-prijs voor uitstekende prestaties in de dichtkunst. Ze schreef onder andere de teksten Freiheit, die ich meine, Siehst Du die Sonne en Gib die Liebe nicht auf voor Peter Maffay en trad ook met hem samen op. Ze werkte bij haar albums samen met muzikanten als Simon Phillips, Paco de Lucía en Helmut Zerlett.

### Jaren 1990
In 1990 werkte Neigel mee in de sketchreeks Och Joh van Badesalz, in 1992 had ze een gastoptreden in de aflevering Der neue Anzug uit de tv-serie Familie Heinz Becker. In april 1991 trad ze op tijdens een Jimi Hendrix-tributeconcert met Simon Phillips en Jack Bruce voor Rockpalast bij de WDR. In de zomer van 1995 toerde ze als zangeres in de Jule Neigel Band bij de door Fritz Rau in het leven geroepen uitverkochte festivalreeks Rock over Germany.
Na het in 1988 uitgebrachte album Schatten an de Wand publiceerde de Jule Neigel Band meerdere albums, die de hitlijst haalden: Wilde Welt (1990), Nur nach vorn (1991), Herzlich Willkommen (1994), Sphinx (1996) en Alles (1998). Verdere singles van de Jule Neigel Band in de Duitse hitlijst waren Heut' Nacht (september 1991, #56) en Sehnsucht (mei 1994, #78).

### Jaren 2000
In 2003 was ze jurylid in de ZDF-castingshow Die Deutsche Stimme 2003. In oktober 2005 bracht de Britse artiest David Knopfler op zijn album Ship of Dreams het duet Tears Fall uit met Julia Neigel. In 2006 bracht ze het livealbum Stimme mit Flügeln uit.
Van januari tot met 2010 trad ze live op met Edo Zanki met het project Rock 'n Soul Tour in dubbelconcerten. Ter gelegenheid van de 20e herdenkingsdag van de Duitse eenwording (3 oktober 2010) trad Neigel samen met Edo Zanki en Ulla Meinecke op voor meer dan 100.000 toeschouwers voor het Brandenburger Tor in Berlijn. In april 2011 bracht Zanki op zijn album Zu viele Engel de song Lass uns ein Wunder sein van Rio Reiser als duet met Neigel uit.
In april 2011 verscheen haar album Neigelneu. In hetzelfde jaar trad ze op met de entertainer Ron Williams met een bigband-project. In maart 2011 gaf Neigel in de talkshow Kölner Treff als reden voor haar jarenlange onderbreking en haar toenmalige terugtrekking uit de openbaarheid, de juridische geschillen met haar vroegere band en een traumatisch geweldsdelict aan, dat ze in 1995 had meegemaakt. Ze verklaarde, dat ze ondertussen al genezen was, dat ze zich had bevrijd van haar vroegere band en ook haar beroep weer ten volle uitoefende. Sindsdien is ze weer met unplugged- en rockprogramma en nieuwe band op Duitse podia regelmatig onderweg. In december 2011 trad ze samen op met Peter Maffay, Udo Lindenberg, de band Silly en Clueso in Jena tijdens het festival 'Rock 'n Roll in Jena – für eine bunte Republik Deutschland' voor 60.000 toeschouwers.
In 2012 zong Neigel met Heinz-Rudolf Kunze in duet op diens album Ich bin het nummer Mit Leib und Seele. In augustus 2012 was ze als jurylid werkzaam van de talentenshow Einfach die Besten bij SWR. In oktober 2012 verscheen in samenwerking met Arno Köster haar biografie Neigelnah – Freiheit, die ich meine. Van oktober tot december 2012 toerde de zangeres met Peter Maffay's musical Tabaluga und die Zeichen der Zeit door Duitsland in de rol van Kameliendame.
Julia Neigel zong net als Wolfgang Niedecken en Toni Krahl een duet met Dieter Birr op zijn in 2014 uitgebrachte tweede soloalbum. Birr was toentertijd zanger van de Puhdys. De song Regen werd uitgebracht met een muziekvideo en was de eerste single van het album. Van januari tot maart 2017 begeleidde ze Dieter Birr als duet-partner op zijn tournee. Met een project met Stefan Gwildis en bigband toert ze in 2018 door de Bondsrepubliek. In de herfst van 2019 ging Julia Neigel op tournee met de band Silly en AnNa R.

## Verder
Ze verkocht tot dusver meer dan twee miljoen albums. Haar muzikale werk strekte zich uit over veel genres van de pop- en rockmuziek, maar ook funk en r&b hoorden daarbij. Ze werd door de pers ook wel 'The Voice' en 'de koningin onder de Duitse zangeressen' genoemd en als mooiste stem van Duitsland, die vaak werd gekopieerd en nooit geëvenaard werd. Peter Maffay noemde haar in Bild in 2008 de beste Duitse zangeres. Udo Lindenberg noemde haar in het voorwoord van haar biografie een buitenaardse verschijning, die vervoegde over een uitstraling, die iedereen van zijn stuk bracht. Haar stem, haar verstand, haar fitness, dit alles samengevoegd is Julia Neigel. De zangeres heeft een stemomvang van meer dan drie octaven.

## Sociale betrokkenheid
Julia Neigel zet zich sinds het begin van haar carrière in voor sociale en liefdadige projecten, zoals tolerantie, humaniteit, kinderen en slachtofferbescherming, burgerlijke moed, Artsen Zonder Grenzen en racisme. In december 1992 trad ze samen met Peter Maffay op tijdens het door de muziekbranche georganiseerde festival 'Heute die! Morgen Du' voor de feesthal in Frankfurt am Main voor 75.000 toeschouwers. In september 2001 nam ze deel aan het benefietconcert 'Menschen am Fluss' ten bate van de Elbe-overstromings-slachtoffers. In juli 2007 trad ze op bij het protest tegen de G8-top in Rostock op het marktplein voor 25.000 mensen. In 2011 was ze bezig als SWR-jurylid voor de 'Aktion Ehrensache', die vrijwillige sociale diensten levert.
Ze is werkzaam in het stichtingscuratorium van de Deutscher Rock & Pop Musikerverband, die de Duitse rock- en popprijs toekent en ze zit bovendien in de jury voor de 'Panikpreis', die aan jonge talenten wordt toegekend door de Udo Lindenberg-stichting. Ze is bovendien jurylid bij het 'Weihnachtssong Contest' van de SWR Rijnland-Palts. In 2010 was ze ook actief voor de kinderhulpactie 'Herzenssache'. Ze ondersteund al jaren de Peter Maffay-stichting voor getraumatiseerde kinderen bij verschillende evenementen. Verder ontmoet ze Israëlische, Palestijnse en Duitse kinderen voor een internationale uitwisseling voor begrip voor andere culturen. Daarbij gaat het over conflictbeheersing door creativiteit.
Voor het Mannheimse Jobcenter nam Neigel in het kader van het initiatief 'Starke50', een onderdeel van het bondsprogramma 'Perspective 50Plus', de zelf geschreven song Älter macht besser op op cd. Deze song stelde ze in december 2012 voor tijdens een concert voor langdurige werklozen in het Capitol in Mannheim. Het doel van dit initiatief was om 50-plussers een hart onder de riem te steken om uit deze langdurende werkeloosheid te komen. 
Voor haar sociale betrokkenheid in het gevecht tegen racisme kreeg ze de Charlie Award van het Campus Symposium. Voor haar buitengewone sociale betrokkenheid werd ze opgenomen in de Signs of Fame.

## Juridische geschillen
Over de auteursrechten van talrijke songs bestond een jarenlange rechtszaak tussen Neigel en vroegere bandleden. Terwijl ze in een vroegere rechtszaak in 2006 als compromis de toekenning van 75% mede-auteurschap aan de compositierechten van haar eerste hit Schatten an der Wand verwierf, faalde ze in 2012 voor het Landgericht Mannheim met de aanklacht voor de herregistratie van 66 verdere songs bij de GEMA en op schadeloosstelling. Ze ging daartegen in hoger beroep. In november 2016 werd ook het hoger beroep door het Oberlandesgericht Karlsruhe afgewezen. Na een gerechtelijk vooronderzoek en het horen van getuigen werd de aanklacht betreffende de herregistratie van compositie-aandelen bij de GEMA als ongegrond verklaard. Ook de verdere aanklachten van Julia Neigel hadden geen succes. De senaat had de revisie niet toegestaan.
Neigel had daarna bezwaar aangetekend bij het bondsgerechtshof tegen de uitspraak, dat echter door het bondsgerechtshof werd afgewezen. Tegen dit besluit had Julia Neigel op 7 juni 2018 een officiële hoorzitting aangevraagd, die echter ook niet werd toegekend.
Julia Neigel zet zich ook in voor de aanwending van aanspraken op auteursrechten, vooral ook in het internet. Van juni 2012 tot juli 2013 was ze vrijwillig plaatsvervangend lid van de Raad van Commissarissen van de GEMA. Tijdens een interview van het online-magazine Giga.de nam ze een standpunt in voor het auteursrecht en de GEMA en bekritiseerde ze internetbedrijven als YouTube en de piratenpartij.

## Onderscheidingen
- 1989: Fred-Jay-Preis van de GEMA voor de beste tekst
- 1989: Best of Formel Eins voor de beste song
- 1989: Goldene Note voor nieuwkomer
- 1989: Tigra-Award voor nieuwkomer
- 1990: Fachblatt Musikmagazin Poll: beste zangeres nationaal
- 1991: Fachblatt Musikmagazin Poll: beste zangeres nationaal
- 1992: Fachblatt Musikmagazin Poll: beste zangeres nationaal
- 1993: Fachblatt Musikmagazin Poll: beste zangeres nationaal
- 1994: Rolling Stone Poll: beste zangeres nationaal
- 1994: Fachblatt Musikmagazin Poll: beste zangeres nationaal
- 1995: RSH-Gold voor de beste artieste
- 1995: Rolling Stone Poll: beste zangeres nationaal
- 1995: Echo-nominatie voor beste album en beste video
- 1995: Fachblatt Musikmagazin Poll: beste zangeres nationaal
- 1996: Echo-nominatie voor beste album en beste video
- 1996: Preis der deutschen Schallplattenkritik voor de beste productie pop/rock 1996
- 1996: Rolling Stone Poll: beste zangeres nationaal
- 1996: Fachblatt Musikmagazin Poll: beste zangeres nationaal
- 1997: Echo-nominatie voor het beste live-act
- 1997: Fachblatt Musikmagazin Poll: beste zangeres nationaal
- 1998: Echo-nominatie voor het beste album
- 2000: Ehrenpreis des Landes Rheinland-Pfalz voor bijzondere muzikale verdiensten
- 2014: Charlie Award des Campus Symposium voor sociaal engagement in de strijdtegen racisme
- 2015: Ehrenpreis der Russlanddeutschen
- 2017: Opname in de SIGNS OF FAME

## Discografie

### Albums

#### Jule Neigel Band
- 1988: Schatten an der Wand #16
- 1990: Wilde Welt #12
- 1991: Nur nach vorn #15
- 1994: Herzlich Willkommen #4
- 1996: Sphinx #44
- 1998: Alles #23

#### Julia Neigel
- 2006: Stimme mit Flügeln
- 2011: Neigelneu #65

### Compilaties
- 1993: Jule Neigel Band – Die besten Songs #85
- 1997: Jule Neigel Band – Das Beste

#### Duetten
- 2006: David Knopfler, Album Ship of Dreams, Titel Tears Fall
- 2011: Edo Zanki, Album Zu viele Engel, Titel Lass uns ein Wunder sein
- 2012: Heinz Rudolf Kunze, Album Ich bin, Titel Mit Leib und Seele
- 2014: Dieter Birr, genannt Maschine, Album Maschine, Titel Regen

- Gemeinsame Normdatei: 134690281
- International Standard Name Identifier: 0000 0000 5767 1308
- MusicBrainz: 130408ae-fa26-4475-aefb-6ebc6cfc4aff
- Virtual International Authority File: 79732113
- WorldCat: E39PBJjmWdcDwVR4D8vQfcbWXd